# یقنعم

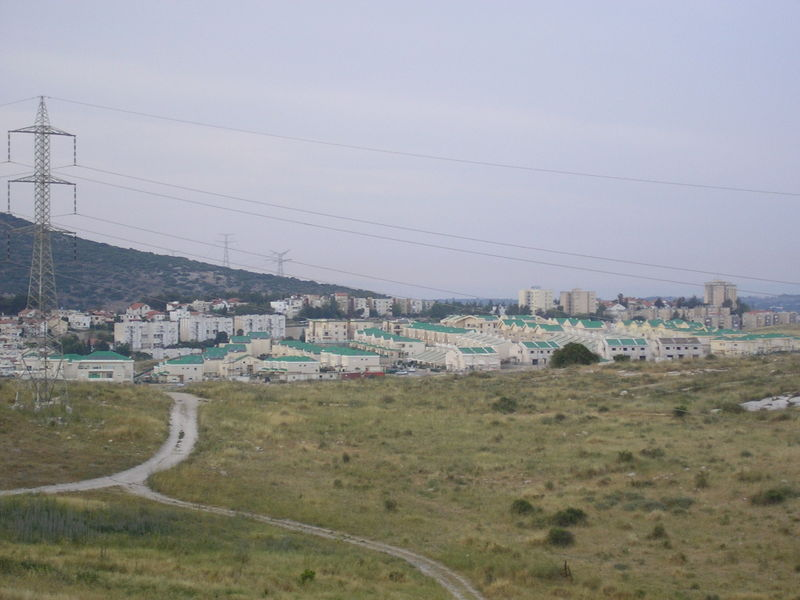
نمایی از یقنعم، شهری در استان شمالی اسرائیل - ۲۰۰۵

یقنعم (در عبری: יקנעם) نام شهری در استان شمالی اسرائیل است که جمعیت آن در سال ۲۰۰۶ ۱۸٬۵۰۰ نفر و مساحت آن ۷.۳۹۰ کیلومتر مربع بوده است.